# ナンシー・クレス
ナンシー・クレス（Nancy Kress、1948年1月20日 - ）はアメリカ合衆国のSF作家である。1976年から創作を始めたが、中編『ベガーズ・イン・スペイン』でヒューゴー賞およびネビュラ賞を受賞して注目を集めたのは1991年になってからのことであった（同作は後に同題で長編化された）。クレスの著作には短編も多い。また彼女は"Writer's Digest"誌の常連コラムニストでもある。クラリオン・ワークショップおよびメリーランド州ベセスダにあるザ・ライターズ・センター（The Writers Center）においても常連である 。

## 経歴
ニューヨーク州バッファローで生まれる。出生時の名前はNancy Anne Koningisor。同州イースト・オーロラ村（East Aurora, New York）で育つ。ニューヨーク州立大学プラッツバーグ校（State University of New York at Plattsburgh）に通う。1973年、マイクル・ジョゼフ・クレスという男性と結婚し、ロチェスターに移る。夫婦は二人の息子をもうけたが、1984年に離婚した。それを機にStanton and Hucko社（広告会社である）に就職。1998年、同業者のチャールズ・シェフィールドと結婚したが、シェフィールドは2002年に脳腫瘍で死亡した。その後は成人した子供たちのいるロチェスターに戻った。

## 作品
彼女の作品には、近未来を舞台にした、技術的にリアルな物語が多い。遺伝子工学はしばしば登場し、それに比べれば低頻度だが人工知能もよく題材にされる。彼女はバレエの愛好者であり、それを扱った作品も書いている。

## 受賞歴
- ネビュラ賞
  - 1986年度短編小説部門受賞："Out of All Them Bright Stars"「彼方には輝く星々」
  - 1991年度中長編小説部門受賞："Beggars in Spain"「ベガーズ・イン・スペイン」
  - 1998年度中編小説部門受賞："Flowers of Aulit Prison" 「密告者」
  - 2007年度中長編小説部門受賞："Fountain of Age"「齢の泉」
- ヒューゴー賞
  - 1992年度中長編小説部門受賞："Beggars in Spain"「ベガーズ・イン・スペイン」
  - 2009年度中長編小説部門受賞："The Erdmann Nexus"「アードマン連結体」
- ジョン・W・キャンベル記念賞
  - 1994年度（佳作）受賞："Beggars in Spain"「ベガーズ・イン・スペイン」（この年は佳作以上の受賞作なし）
  - 2003年度受賞："Probability Space"「プロバビリティ・スペース」
- シオドア・スタージョン記念賞
  - 1997年度受賞："Flowers of Aulit Prison" 「密告者」
- ローカス賞
  - 2013年度ノヴェラ部門受賞："After the Fall, Before the Fall, During the Fall"

## 著作リスト

### シリーズ
無眠人
- Beggars in Spain (1993)

『ベガーズ・イン・スペイン』,2009, ハヤカワ文庫SF（金子司訳）,ISBN 978-4150117047
- Beggars and Choosers (1994)
- Beggars Ride (1996)

プロパビリティ
- Probability Moon (2000)

『プロパビリティ・ムーン』,2008, ハヤカワ文庫SF（金子司訳）,ISBN 978-4150116880
- Probability Sun (2001)

『プロパビリティ・サン』,2008, ハヤカワ文庫SF（金子司訳）,ISBN 978-4150116941
- Probability space (2002)

『プロパビリティ・スペース』,2009, ハヤカワ文庫SF（金子司訳）,ISBN 978-4150116965
Crossfire
- Crossfire (2003)
- Crucible (2004)

Robert Cavanaugh
- Oaths and Miracles (1996)
- Stinger (1998)

### 単発長編
- Prince of the Morning Bells (1981)
- The Golden Grove (1984)
- The White Pipes (1985)
- The Price of Oranges (1985)
- An Alien Light (1987)
- Brainrose (1989)
- Maximum Light (1998)
- Yanked (1999) from David Brin's Out of Time series
- Nothing Human (2003)
- Dogs (2008)

### 短編集
- Trinity and Other Stories (1984)
- The Aliens of Earth (1985)
- Beaker's Dozen (1998)
- Nano Comes to Clifford Falls  (2008)
- Steal Across the Sky (2009)

### ノンフィクション（著述に関する書物）
- Beginnings, Middles & Ends (1986)
- Dynamic Characters: How to Create Personalities That Keep Readers Captivated (1986)
- Characters, Emotion & Viewpoint (2005)